# Parc de la Valira
El Parc de la Valira, o Parc del Valira, és un parc situat a l'oest de la ciutat pirinenca de la Seu d'Urgell, a la riba del riu la Valira, que poc després desemboca al Segre. Dins del parc es troba l'anomenat parc dels Enamorats i el Claustre Modern.

## Claustre de Racionero
Claustre de finals del segle xx situat al parc de la Valira, al carrer de la Circumvalació. El claustre que busca ser una rèplica del claustre romànic de la Catedral, té alguns dels capitells ornamentats amb figures de personatges famosos i històrics del segle XX entre els quals hi ha músics, actors, esportistes, polítics, religiosos o científics. Inaugurat el 1990, va ser dissenyat i construït per l'escriptor i urbanista urgellenc Lluís Racionero.